# دوروثيا هربرت
دوروثيا هربرت (1767-1829) كاتبة يوميات وشاعرة أيرلندية. نشرت كتابها استرجاع لأول مرة في مجلدين في 1929-30، ويحتوي على روايات محلية عن الحياة في أواخر القرن الثامن عشر، ولكن سرعان ما طغى عليها شغفها غير المتبادل بجون رو، وريث روكويل بالقرب من نوكغرافتون، وهي إحدى رعايا والدها الأخرى.
كانت الابنة الكبرى للقس نيكولاس هربرت، عميد كاريك أون سوير، مقاطعة تيبيراري، أيرلندا. على الرغم من العزلة المتزايدة والاكتئاب والاضطراب، كتبت مسرحيات وروايات وأعمال أخرى، لا يمكن تفسير أي منها. ومع ذلك فقد نجا شعرها. وجرى نشره مؤخرًا، جنبًا إلى جنب مع ملاحظاتها اليومية (استمرارًا لكتابها استرجاع)، كسيرة ذاتية للمؤرخ الدكتور فرانسيس فينيغان.